# Saison 2007-2008 de l'Élan sportif chalonnais
Saison 2007-2008 de l'Élan chalon en Pro A, avec une dixième place pour sa douzième saison dans l'élite.

## Effectifs
| Numéro | Nom                  | Taille | Nationalité |
| 4      | Bryan Bracey         | 2,01 m |             |
| 5      | Philippe Braud       | 1,93 m |             |
| 6      | Pape Beye            | 2,04 m |             |
| 7      | Joachim Ekanga-Ehawa | 1,90 m |             |
| 8      | Rowan Barrett        | 1,98 m |             |
| 9      | Xavier Corosine      | 1,86 m |             |
| 10     | Moussa Badiane       | 2,10 m |             |
| 11     | Jermaine Guice       | 1,94 m |             |
| 12     | Darrel Mitchell      | 1,83 m |             |
| 13     | Samba Gueye          | 2,08 m |             |
| 14     | John Ford            | 2,07 m |             |
| 15     | Rolan Roberts        | 1,98 m |             |
| 16     | Majid Naji           | 2,07 m |             |
| ..     | Youssoupha M'Bao     | 2,16 m |             |

Trois joueurs ont été coupés lors de la saison en cours :
- Shawnta Rogers (1,62 m, meneur)
- Mohamed Kone (2,11 m, intérieur)
- Terquin Mott (2,03 m, intérieur)

## Matchs

### Matchs amicaux
Avant saison
- Chalon-sur-Saône / Vichy : 73-57 (à Charnay-lès-Mâcon)
- Chalon-sur-Saône / Triumph Moscou : 92-86 (Tournoi de Brest)
- Chalon-sur-Saône / Pau-Orthez : 85-83 (Tournoi de Brest)
- Orléans / Chalon-sur-Saône : 59-81 (à Blois)
- Chalon-sur-Saône / Clermont-Ferrand : 75-69
- Chalon-sur-Saône / Vichy : 67-77 (Tournoi d'Alfortville)
- Chalon-sur-Saône / Mons : 95-71 (Tournoi d'Alfortville)
- Chalon-sur-Saône / Paris-Levallois (Tournoi d'Alfortville)

### Championnat

#### Matchs aller
- Chalon-sur-Saône / Vichy : 77–57
- Cholet / Chalon-sur-Saône : 74–68
- Chalon-sur-Saône / Nancy : 81–88
- Clermont-Ferrand / Chalon-sur-Saône: 63–54
- Chalon-sur-Saône / Paris-Levallois : 20–0[1],[N 1]
- Lyon-Villeurbanne / Chalon-sur-Saône : 95–89
- Strasbourg / Chalon-sur-Saône : 92–82
- Chalon-sur-Saône / Dijon : 87–79
- Hyères-Toulon / Chalon-sur-Saône : 99–95
- Chalon-sur-Saône / Le Mans  : 62–72
- Pau-Orthez / Chalon-sur-Saône : 68–56
- Chalon-sur-Saône / Orléans : 78–61
- Le Havre / Chalon-sur-Saône : 81–73
- Chalon-sur-Saône / Gravelines Dunkerque : 85–69

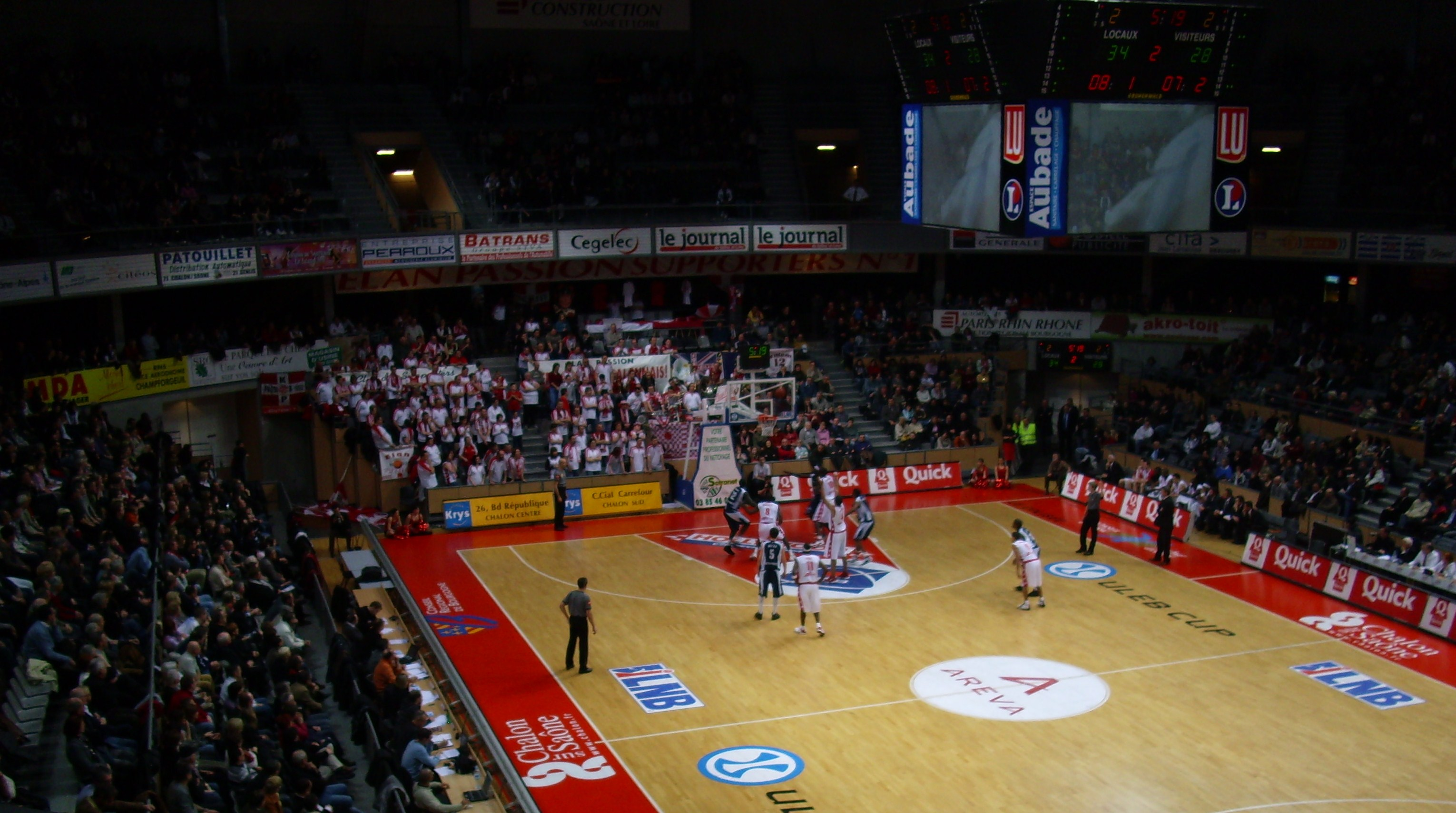
Match de Pro A au Colisée en 2008 contre Clermont-Ferrand.

- Roanne / Chalon-sur-Saône : 97–72

#### Matchs retour
- Chalon-sur-Saône / Cholet : 81–52
- Nancy / Chalon-sur-Saône : 84–61
- Chalon-sur-Saône / Clermont-Ferrand : 95–80
- Paris-Levallois / Chalon-sur-Saône : 64–75
- Chalon-sur-Saône / Lyon-Villeurbanne : 58–82
- Chalon-sur-Saône / Strasbourg : 104–100 (Après trois prolongations)
- Dijon / Chalon-sur-Saône : 81–73
- Chalon-sur-Saône / Hyeres-Toulon : 81–74
- Le Mans / Chalon-sur-Saône : 94–87
- Chalon-sur-Saône / Pau-Orthez : 78–68
- Orléans / Chalon-sur-Saône : 66–48
- Chalon-sur-Saône / Le Havre 68–85
- Gravelines-Dunkerque / Chalon-sur-Saône : 81–87
- Chalon-sur-Saône / Roanne : 93–77
- Vichy / Chalon-sur-Saône : 85–79

Extrait du classement de Pro A 2007-2008